# Mr. & Mrs. Bridge
Mr. & Mrs. Bridge (en España: Esperando a Mr. Bridge) es un filme estadounidense y británico de 1990 del género drama dirigido por James Ivory.

## Sinopsis
En los años cuarenta, el señor y la señora Bridge, un adinerado matrimonio de Kansas, viven anclados en la década de los años veinte. El señor Bridge trata a su esposa como si fuera una de sus propiedades y juzga a sus hijos, ya adultos, como si todavía fuesen adolescentes. Su actitud provoca sentimientos contradictorios: por un lado, su conservadurismo produce bastante malestar entre los suyos; pero, por otro, su obstinación resulta a veces divertida.

## Reparto
- Paul Newman .... Walter Bridge
- Joanne Woodward .... India Bridge
- Blythe Danner .... Grace Barron
- Simon Callow .... dr. Alex Sauer
- Kyra Sedgwick .... Ruth Bridge
- Robert Sean Leonard .... Douglas Bridge
- Margaret Welsh .... Carolyn Bridge

## Premios y nominaciones
Oscar 1991 (EUA)
- Recibió una nominación en la categoría de Mejor Actriz (Joanne Woodward).

Globo de Oro 1991 (EUA)
- Recibió una nominación en la categoría de Mejor Actriz - Drama (Joanne Woodward).

Independent Spirit Awards 1991 (EUA)
- Recibió una nominación en la categoría de Mejor Actriz (Joanne Woodward).

Prêmio NYFCC 1990 (New York Film Critics Circle Awards, EUA)
- Ganó en la categoría de Mejor Actriz (Joanne Woodward)

Prêmio KCFCC 1991 (Kansas City Film Critics Circle Awards, EUA)
- Ganó en la categoría de Mejor Actriz (Joanne Woodward)

## Curiosidades
- El matrimonio del filme, interpretados por Paul Newman y Joanne Woodward, estaban casados en la vida real.